# Fiddle Feaver
Fiddle Fever is een Amerikaanse band uit Hudson Valley in de staat New York en bestond uit Jay Ungar, Evan Stover, Matt Glaser en Dick Fegy. De groep staat bekend voor haar mix van swing, fiddle en bluegrass.